# Feo
Feo ist ein Vorname und ein Familienname.

## Herkunft
Der Vorname Feo, sowohl männlich als auch weiblich, stammt aus dem altdeutschen, schlesischen und russischen Teil des europäischen Kontinents und ist eine Kurzform von Feodor bzw. Feodora.

## Vorname Feo
- Feo Aladağ (* 1972), österreichische Regisseurin

## Familiennamen Feo und de Feo
- Carmela de Feo (* 1973), deutsche Musikerin, Sängerin und Kabarettistin
- Francesco Feo (1691–1761), italienischer Opernkomponist
- Francesco De Feo (1920–2020), italienischer Regisseur